# Axocoel
Das Axocoel (von griech. axon = 'Achse' und griech. koilos = 'hohl') bezeichnet einen Abschnitt des Coeloms bei Stachelhäutern. Es handelt sich dabei um den Teil, der sich aus dem Protocoel, also dem obersten Abschnitt des Coeloms, entwickelt. Er wird larval paarig angelegt, wobei sich das linke Axocoel zu einem Kanal zwischen dem Hydrocoel und der Madreporenplatte entwickelt. Das rechte Axocoel wird bis auf eine kleine Dorsalblase reduziert. 